# José Artigas
José Gervasio Artigas (Montevidéu, 19 de junho de 1764 — Ibiray, 23 de setembro de 1850) foi um político e militar uruguaio, sendo o herói nacional de seu país.

## Carreira

Assinatura de José Gervasio Artigas.

Estudou no Convento de São Francisco, sendo depois mandado pelo pai para o interior, onde passou a juventude entre gaúchos, índios e tropeiros. Dedicou-se ao comércio de couro e gado, percorrendo todo o Uruguai e adquirindo influência junto à população rural.
Em 1797 ingressou no Regimento de Lanceiros como tenente. Durante a guerra hispano-portuguesa, combateu os britânicos no Prata, aliados dos portugueses. Nessa época iniciou-se o movimento de libertação das colônias espanholas e Artigas juntou-se aos insurretos, sendo nomeado tenente-coronel pela junta de Buenos Aires. Derrotou os espanhóis na batalha de San José, em 1811, obrigando o chefe da guarnição espanhola a retirar-se com suas tropas para Montevidéu. Derrotou novamente os espanhóis na batalha de Las Piedras e sitiou a cidade. Divergindo do governo de Buenos Aires, retirou-se para o interior.
Após as resoluções do Congresso de Tucumán, Artigas uma vez mais entrou em guerra contra o exército luso-brasileiro que invadira a Banda Oriental. Derrotado na batalha de Catalán, em 1817, Artigas iniciou movimentos de guerrilha que duraram três anos. Não podendo mais resistir, após a derrota na Batalha de Tacuarembó em 1820, asilou-se no Paraguai, onde morreu trinta anos depois, sem haver retornado a seu país.